# Distrikt San Juan de Siguas
Der Distrikt San Juan de Siguas liegt in der Provinz Arequipa in der Region Arequipa in Südwest-Peru. Der Distrikt wurde am 2. Januar 1857 gegründet. Er besitzt eine Fläche von 36,1 km². Beim Zensus 2017 wurden 691 Einwohner gezählt. Im Jahr 1993 lag die Einwohnerzahl bei 879, im Jahr 2007 bei 1295. Die Distriktverwaltung befindet sich in der 1152 m hoch gelegenen Ortschaft Tambillo mit 501 Einwohnern (Stand 2017). Tambillo liegt knapp 65 km westlich der Provinz- und Regionshauptstadt Arequipa.

## Geographische Lage
Der Distrikt San Juan de Siguas liegt im äußersten Westen der Provinz Arequipa. Der Río Siguas, rechter Nebenfluss des Río Vítor, durchquert den Distrikt in südlicher Richtung. Die Nationalstraße 1S (Panamericana) von El Pedregal nach La Joya führt durch den Distrikt.
Der Distrikt San Juan de Siguas grenzt im Westen an den Distrikt Majes (Provinz Caylloma), im Norden an den Distrikt Santa Isabel de Siguas, im Osten an den Distrikt Santa Rita de Siguas sowie im äußersten Süden an den Distrikt Quilca (Provinz Camaná).